# Giuseppe Francesco Borri

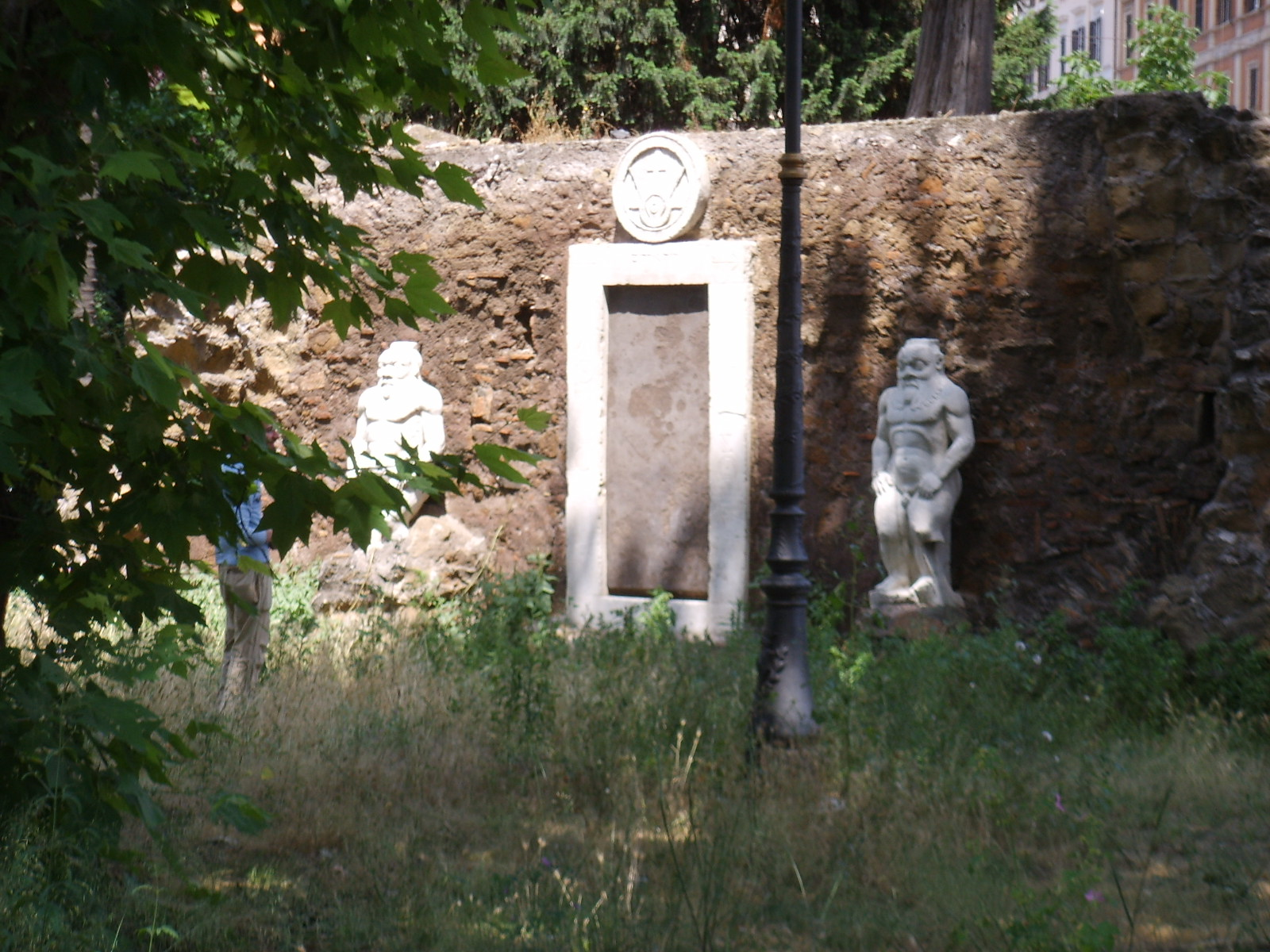
Portal Alquímico

Giuseppe Francesco Borri, en latín se llama "Burrus" ( 4 de mayo de 1627, Milan- 10 de agosto de 1695, Roma) fue un médico, químico (alquimista) y naturalista italiano del siglo XVII obsesionado con la piedra filosofal, estudió con los jesuitas y murió encarcelado por la inquisición en el Castillo Sant'Angelo.

## Obra
- Lettere di F. B. ad un suo amico circa l’attione intitolata: La Virtù coronata. Roma 1643
- Gentis Burrhorum notitia, Straßburg 1660
- Iudicium....de lapide in stomacho cervi reperto, Hanover 1662
- Epistolae duae, 1 De cerebri ortu & usu medico. 2 De artificio oculorum Epistolae duae Ad Th. Bartholinum., Copenhague 1669
- La chiave del Gabinetto del Cavagliere G. F. Borri, Colonia, Ginebra 1681
- Istruzioni politiche date al re di Danimarca., Colonia, Ginebra 1681
- Hyppocrates Chymicus seu Chymiae Hyppocraticae Specimina quinque a F. I. B. recognita et Olao Borrichio dedicata. Acc. Brevis Quaestio de circulatione sanguinis., Colonia 1690
- De virtutibus Balsami Catholici secundum artem chymicam a propriis manibus F. I. B. elaborati., Roma 1694
- De vini degeneratione in acetum et an sit calidum vel frigidum decisio experimentalis in Galleria di Minerva, II, Venedig 1697

## Honores
En 1680, en su honor, Cristina de Suecia mandó a edificar el famoso Portal Alquímico, cuya reconstrucción está presente en la Plaza Víctor Manuel II de Roma.

## Fuente
Marie-Nicolas Bouillet & Alexis Chassang, « Giuseppe Francesco Borri » Dictionnaire universel d’histoire et de géographie, 1878 
- Datos: Q633468
- Multimedia: Giuseppe Francesco Borri / Q633468